# Castello di Serravalle (Mineo)
Il castello di Serravalle è una fortezza collocata in montagna, nel comune di Mineo.
Nell'edificio, parte del quale è incorporato nella roccia, sono ricomprese la torre, le stalle e una cisterna.

## Il castello

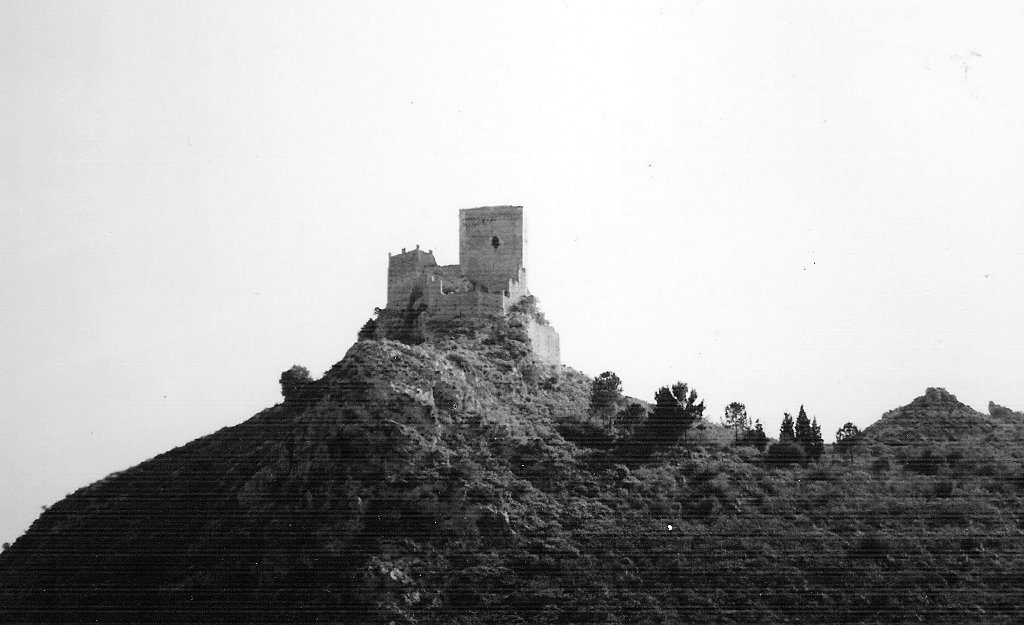

La costruzione del castello risale al '200, alla struttura originaria nel corso del XIX secolo sono state aggiunte altre opere. «Il nucleo centrale [è] costituito dalla torre medievale a base quadrata, cinta muraria a pianta irregolare. Il complesso architettonico si adatta all'asperità dei luoghi.[...] Il castello [...] era posto a guardia della via che da Catania per Palagonia giungeva a Mineo proseguendo quindi verso Caltagirone. L'altura su cui insiste il castello è posta immediatamente sopra la valle dei Margi.»